# Charles-Alexandre de Boigne

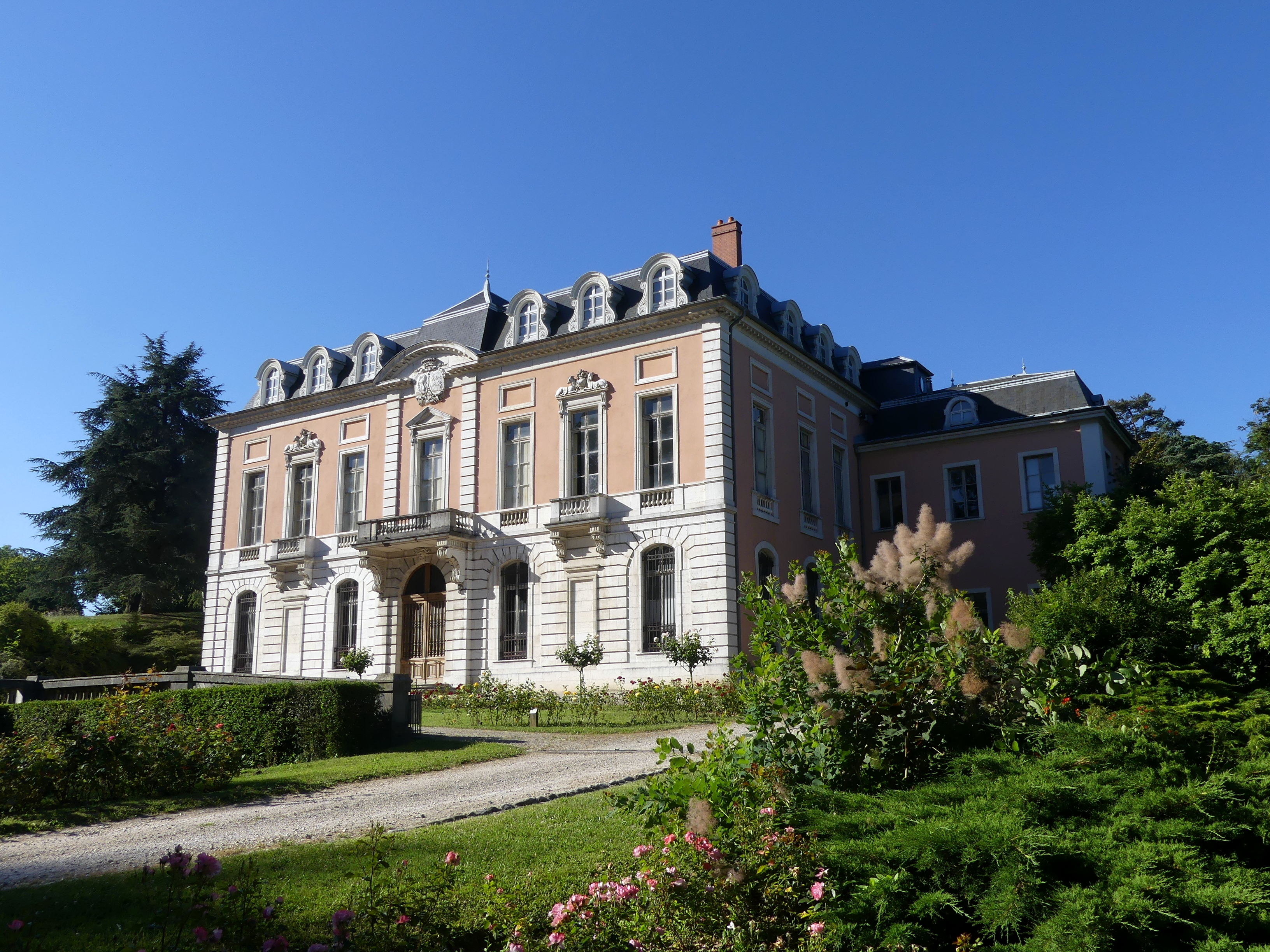
Het Château de Buisson-Rond in Barberaz waar Charles-Alexandre de Boigne woonde

Charles-Alexandre de Boigne (geboren als Ali Baksh, Delhi, 1791 - Chambéry, 23 juli 1853) was een edelman, schrijver en ambtenaar in het Koninkrijk Sardinië.
Hij was de zoon van Benoît de Boigne, een Savoyaards militair, en Nur Begum, een Indische van Perzische afkomst. Hij werd geboren in Delhi toen zijn vader legeraanvoerder was voor de maratha. Hij kreeg de naam Ali Baksh. Nadat het gezin in 1795 naar Londen was verhuisd werden hij, zijn moeder en zijn zus gedoopt. Hij kreeg de naam Charles Alexander. Zijn vader verliet het gezin voor een andere vrouw en keerde na enige tijd terug naar Savoye. Als Charles Alexander Bennett bleef hij met zijn moeder en zus in Engeland en ondernam waarschijnlijk een rechtenstudie.
Charles-Alexandre verhuisde naar Savoye en huwde er met Césarine Viallet de Montbel. Het echtpaar kreeg verschillende kinderen onder wie politicus Ernest de Boigne (1829-1895). Charles-Alexandre erfde in 1830 het grote fortuin van zijn overleden vader en ook de titel van graaf de Boigne. Hij vervulde enkele lagere functies aan het koninklijk hof van Piëmont-Sardinië maar hield zich voornamelijk bezig met het beheer van de nalatenschap van zijn vader. Hij schreef ook enkele boeken (Petits Mémoires de l'Opéra, Du cheval en France).